# La Corrida (Picabia)
Pour les articles homonymes, voir Corrida (homonymie).
La Corrida est une gouache de Francis Picabia réalisée entre 1926 et 1927, à la fin de sa période dadaiste sur le thème de la fiesta brava  qu'il a traité plusieurs fois.

## Présentation
Deux de ses œuvres de tauromachie sont parfois réunies sous le même titre (corrida) bien qu'elles aient été peintes à des périodes différentes dans des styles différents. Ainsi Alvaro Martinez-Novillo réunit-il  La Corrida 1926 et Le Matador dans l'arène 1941-1942 qu'il date toutes deux de la même période : 1941-1942.

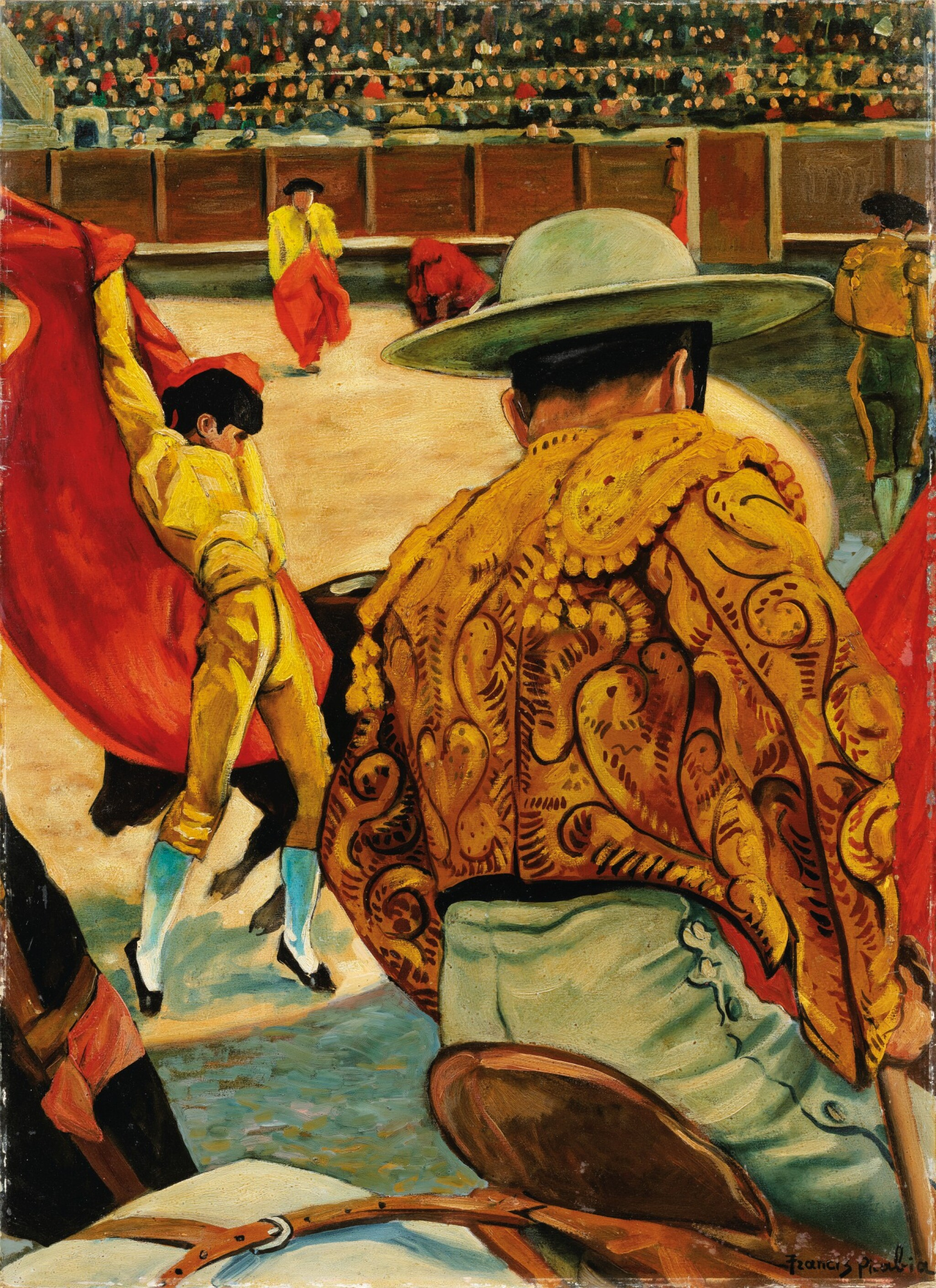
Le Matador dans l'arène, 1941-42

Dans les années 1926-1927, Picabia enthousiasmé par la fiesta brava a aussi produit son Autoportrait en toréador (1926), aquarelle sur papier (68 × 52 cm), et un Toréador (1926-1927) aquarelle sur papier (65 × 50 cm).
Le Matador dans l'arène est une peinture toute différente, presque hyperréaliste, peinte d'après une photographie. C'est une huile sur carton de 105,5 × 76,5 cm. Elle est conservée au Musée du Petit Palais de Genève. Le tableau a été présenté au musée des Beaux arts de Nîmes dans une exposition consacrée à Picabia en 1986. et en 2006-2007 au Musée national des beaux-arts du Québec à Québec dans le cadre de l'exposition De Caillebotte à Picasso.
La plupart des œuvres tauromachiques de Picabia appartiennent à des collections privées.